# Хармандир-Сахіб
31°37′12″ пн. ш. 74°52′36″ сх. д. / 31.62° пн. ш. 74.876667° сх. д.

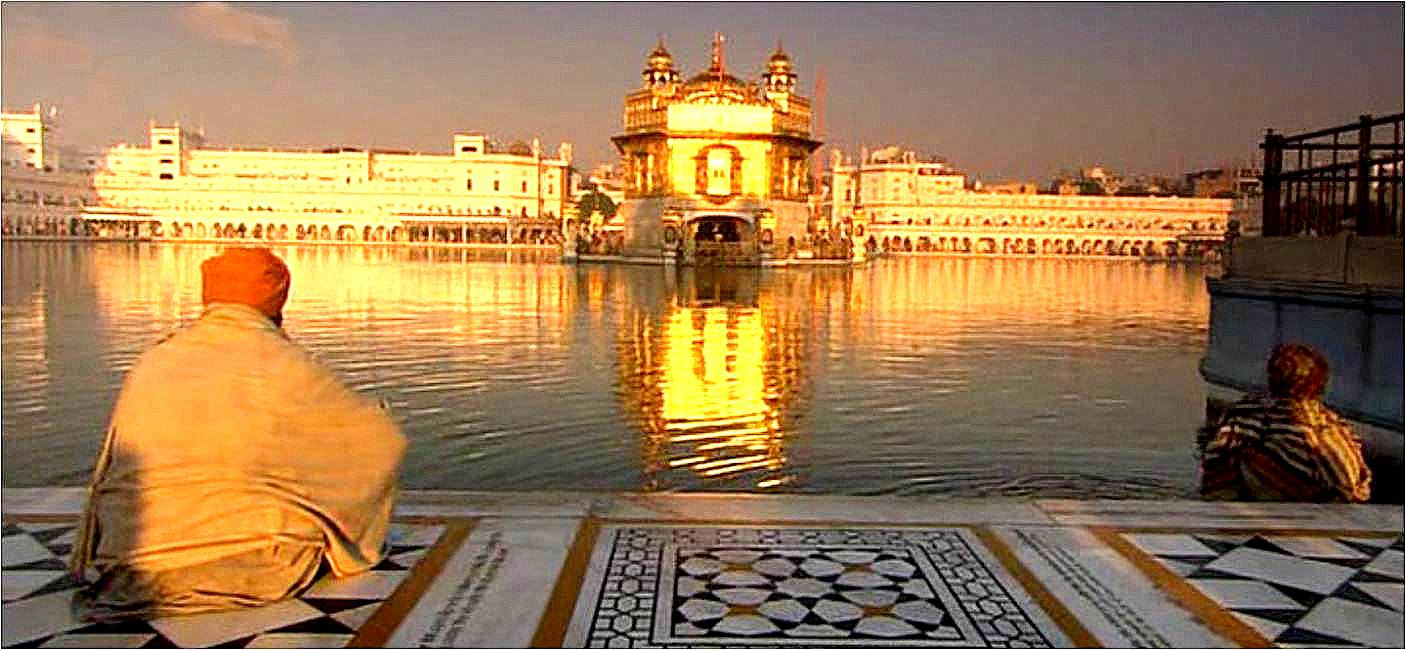
Паломник-сикх на фоні Золотого Храму в Амрітсарі, Індія

Хармандир-Сахіб (Дарбарасахіб чи Золотий Храм) — ґурдвара (центральний храм) сикхської релігії в місті Амрітсар (Пенджаб (штат Індії)).
Золотий храм був побудований в 1589 році під час правління гуру Арджана Дева Джиа. В цьому храмі зберігається з 1604 році оригінал «Ади Грантх», складеної гуру Арджаном. Щоб потрапити в головну частину Храму, який розташований посеред священного озера, необхідно пройти вузьким мармуровим містком. Він символізує шлях, який відділяє праведників від грішників. Храм Хармандир Сахіб залишається відчиненим весь день, він зачиняється вночі з 23:00 до 03:00.

В 1984 році під час операції індійських силовиків на храм загинуло 4-5 тисяч сикхів, а сам храм сильно постраждав, але невдовзі був відреставрований. В помсту за цю операцію сикхськими екстремістами в тому ж році була вбита прем’єр-міністр Індіра Ганді.

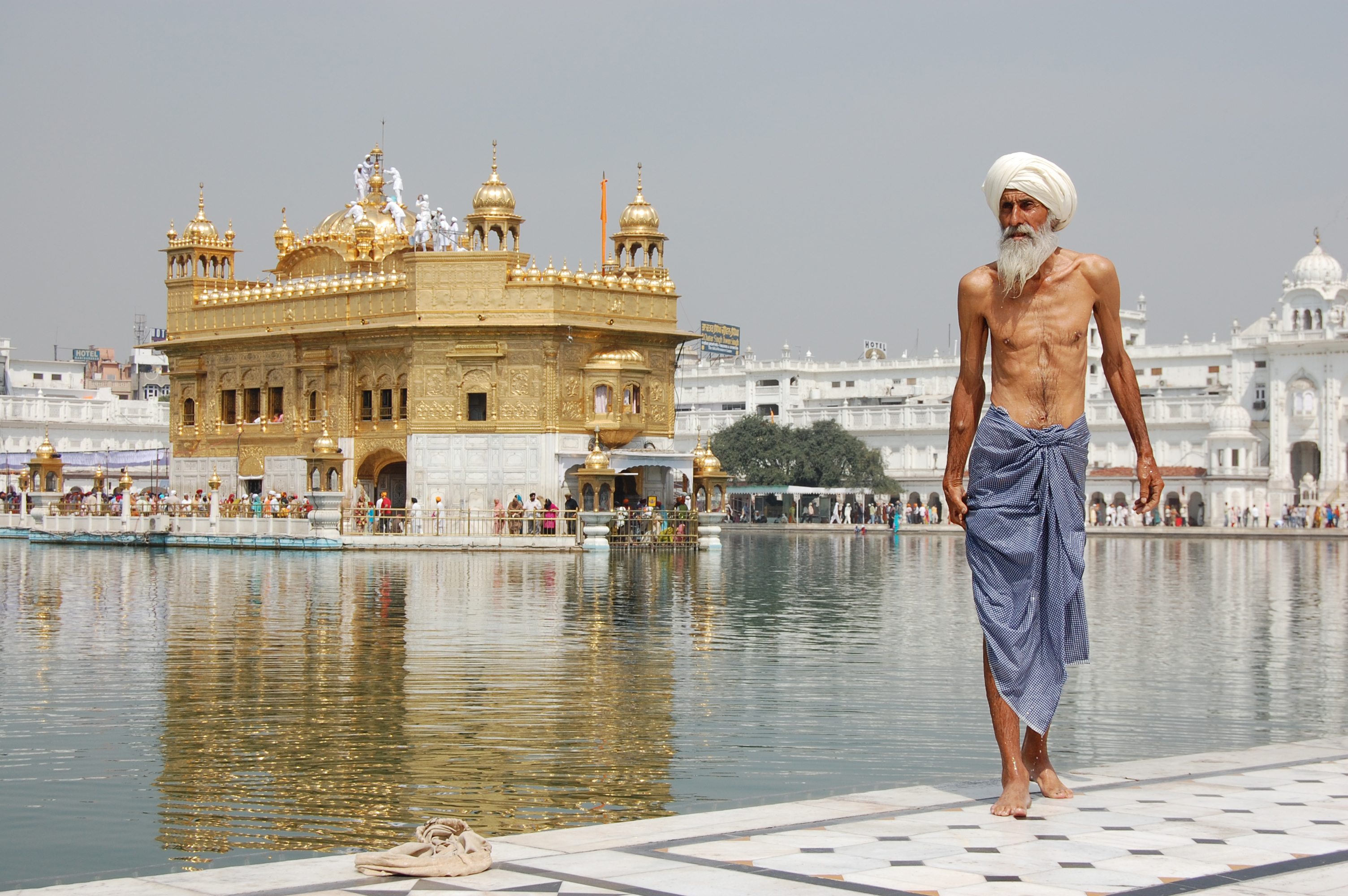
Паломник-сикх у Золотому храмі (Хармандір Сахіб) в Амрітсарі, Індія
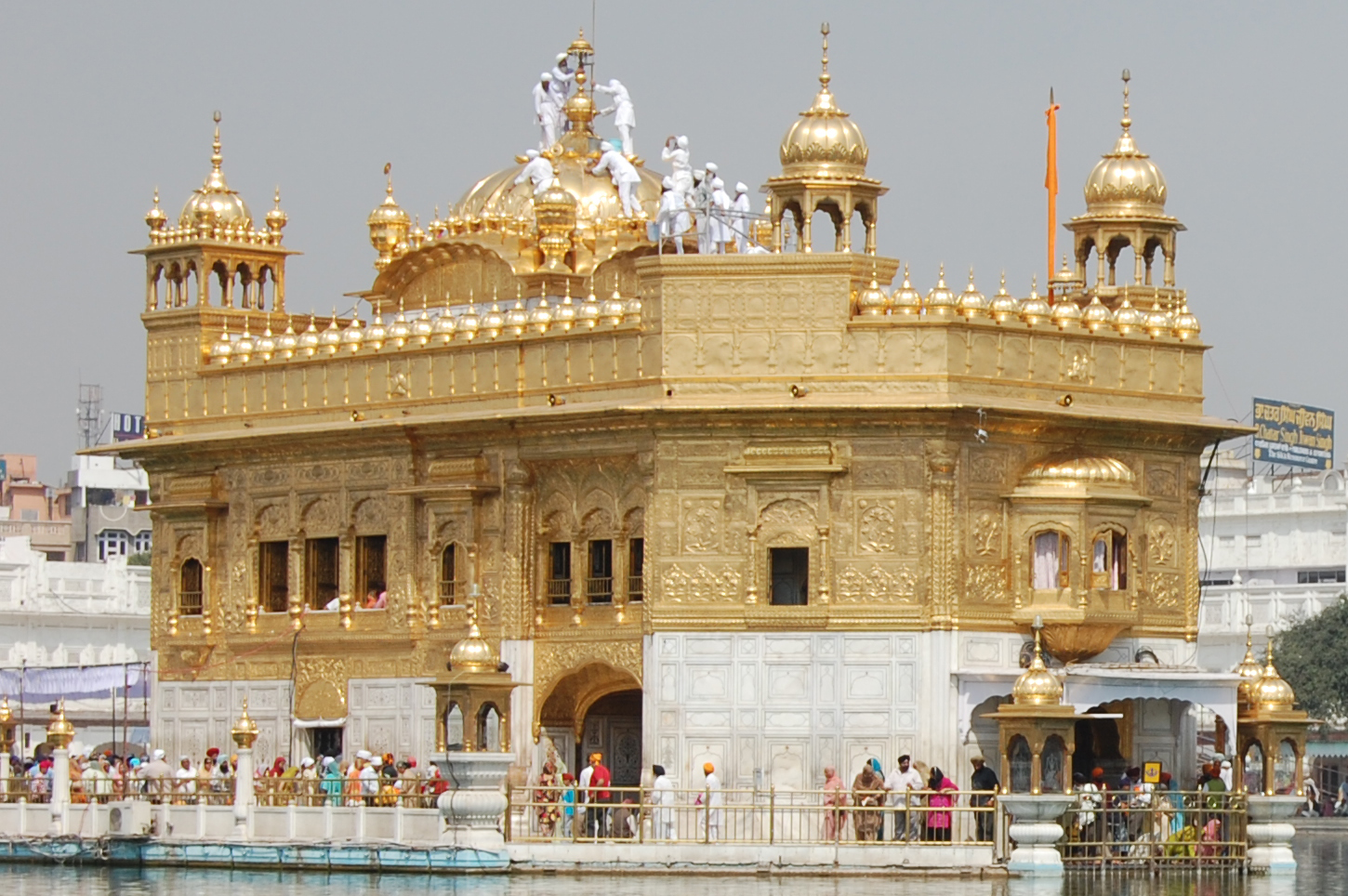
Золотий храм
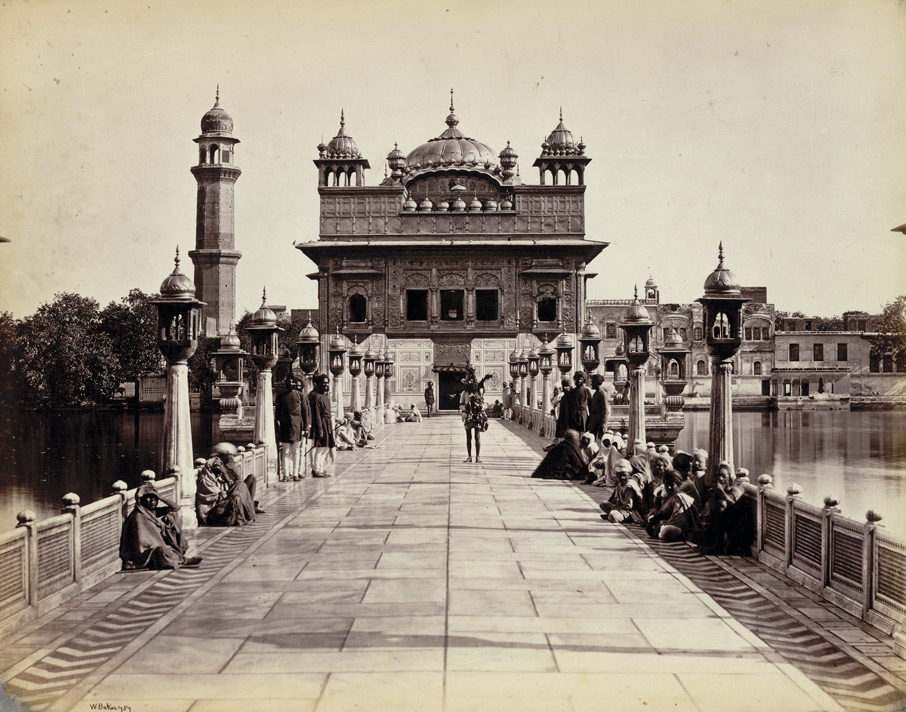
1870 р. фотографія дамби до святилища Золотий Храм
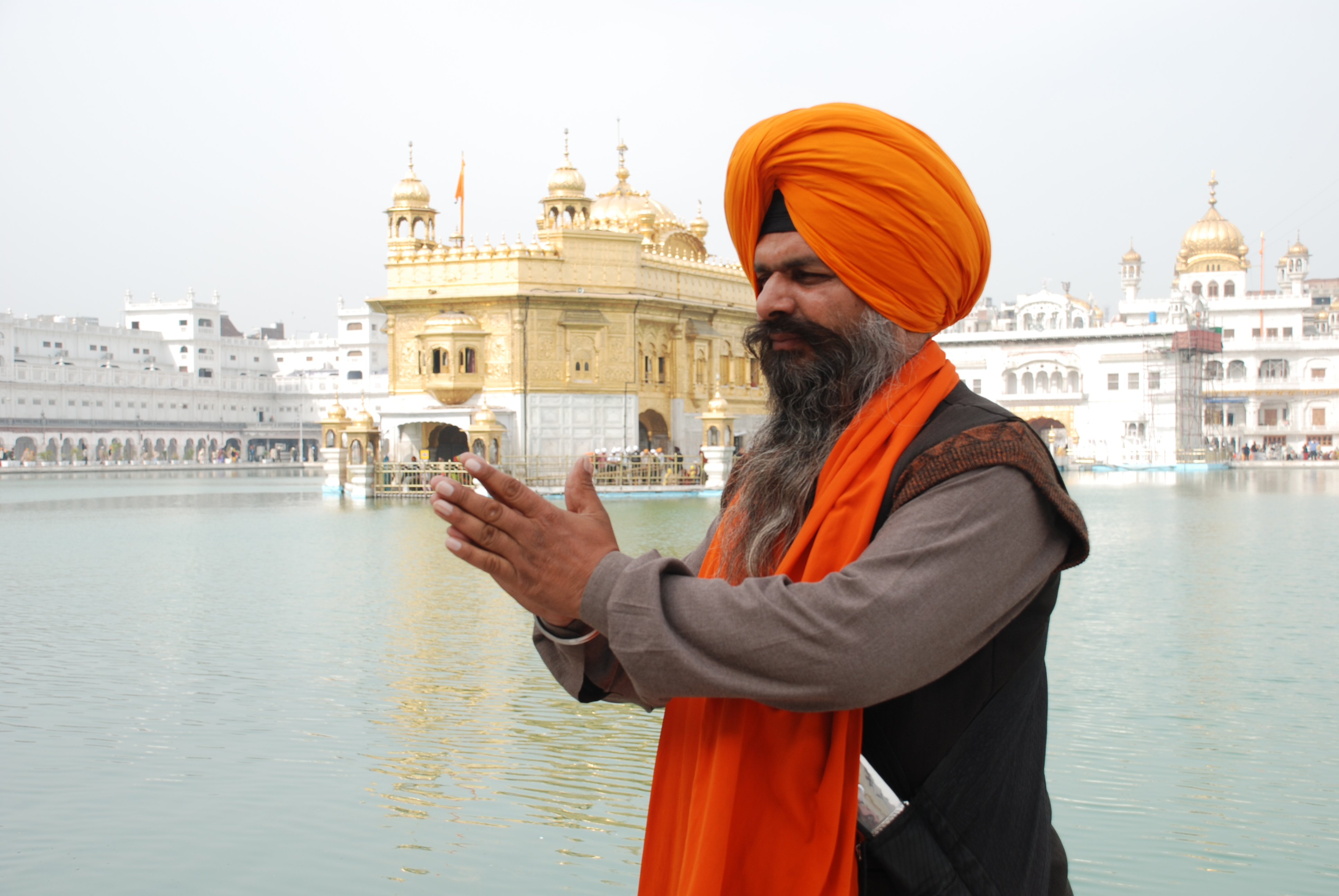
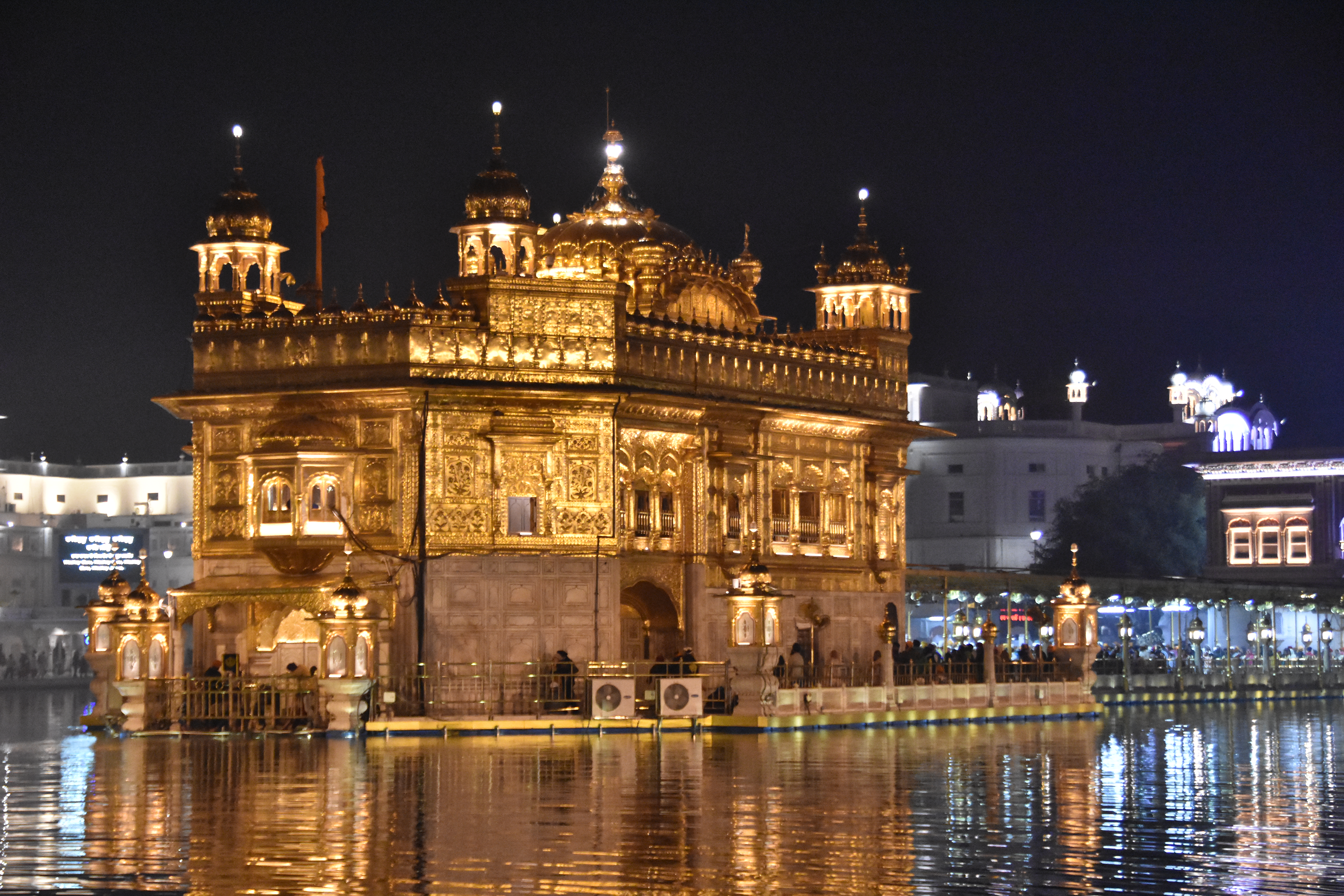